# Fatos Nano
Fatos Thanas Nano (ur. 16 września 1952 w Tiranie) – albański polityk i ekonomista, działacz komunistyczny, długoletni lider postkomunistycznej Socjalistycznej Partii Albanii, trzykrotnie premier (1991, 1997–1998 i 2002–2005).

## Życiorys
Syn Thanasa Nano, działacza Albańskiej Partii Pracy i dyrektora Radio Televizioni Shqiptar. Ukończył studia ekonomiczne na Uniwersytecie Tirańskim, później doktoryzował się w tej dziedzinie. Pracował przez pewien czas w przedsiębiorstwie metalurgicznym w miejscowości Elbasan oraz w spółdzielni rolniczej. Zawodowo związany głównie z instytutem studiów marksistowsko-leninowskich w Tiranie, ośrodkiem szkoleń ideologicznych dla kadr partyjnych. Fatos Nano sam również należał do partii komunistycznej, będąc zwolennikiem albańskiego dyktatora Envera Hoxhy.
Gdy w 1990 na fali przemian politycznych w bloku wschodnim również w Albanii zaczęły być formułowane żądania transformacji ustrojowej, komunistyczny przywódca państwa Ramiz Alia zaczął stopniowo wprowadzać reformy polityczne. Jednym z ich przejawów było odsunięcie części starych kadr i awansowanie młodszych działaczy partyjnych. Fatos Nano został w 1990 powołany na sekretarza generalnego rady ministrów kierowanej przez Adila Çarçaniego. W styczniu 1991 przeszedł na stanowisko wicepremiera do spraw gospodarczych. Pogłębiający się kryzys gospodarczy wywoływał kolejne niepokoje społeczne i masowe próby ucieczki drogą morską do Włoch, wymuszając kolejne zmiany. 22 lutego 1991 Fatos Nano został powołany na nowego premiera. Przeprowadzono wielopartyjne wybory (zakończone zwycięstwem komunistów), po których 12 maja ponownie stanął na czele rządu. Zakończył urzędowanie już 5 czerwca, co zostało wymuszone nową falą protestów i strajkiem generalnym.
W tym samym miesiącu został przewodniczącym Socjalistycznej Partii Albanii, powstałej na bazie Albańskiej Partii Pracy. Wykonywał także mandat poselski; wybierany do Zgromadzenia Albanii kilku kadencji (po raz ostatni w 2005), zasiadał w parlamencie łącznie przez blisko 20 lat. W wyniku wyborów z marca 1992 kierowani przez niego postkomuniści utracili władzę. W lipcu 1993 Fatos Nano został pozbawiony immunitetu, a następnie tymczasowo aresztowany. W kwietniu 1994 uznano go za winnego defraudacji pochodzących z włoskiej pomocy humanitarnej leków o wartości kilku milionów dolarów, za co został skazany na karę 12 lat pozbawienia wolności. Pozostał liderem socjalistów, którzy wyrok uznawali za represję polityczną. Na skutek ogłaszanych przez Salego Berishę amnestii kara została wkrótce obniżona do 4 lat. Prezydent odmawiał jednak jego zwolnienia bądź doprowadzenia do ponownego procesu, o co apelowały np. Amnesty International i Unia Międzyparlamentarna wskazujące na naruszenie praw procesowych. W reakcji na wprowadzane przepisy dekomunizacyjne odbywający karę polityk doprowadził do usunięcia przez swoją partię ze statutu odwołań do ideologii marksistowskiej i do potępienia reżimu Envera Hoxhy. Opowiedział się też za bojkotem prac parlamentu wybranego w wyborach w 1996, zarzucając Demokratycznej Partii Albanii oszustwa wyborcze.
W marcu 1997, w okresie gwałtownych niepokojów społecznych i zamieszek wywołanych falą bankructw piramid finansowych, Fatos Nano odzyskał wolność (na skutek porzucenia swoich miejsc pracy przez strażników więziennych), a następnie został ostatecznie ułaskawiony przez prezydenta. Wsparł rząd jedności narodowej socjalisty Bashkima Fino, a następnie poprowadził postkomunistów do wyborczego zwycięstwa. Sali Berisha ustąpił wówczas z funkcji prezydenta, a nowo wybrany na ten urząd Rexhep Meidani 24 lipca 1997 powołał przewodniczącego Socjalistycznej Partii Albanii na stanowisko premiera. Stojąc ponownie na czele rządu, Fatos Nano podejmował działania mające prowadzić do stabilizacji gospodarczej i pozyskiwania funduszy pomocowych m.in. z Unii Europejskiej. W polityce międzynarodowej jego gabinet zmagał się z koniecznością reakcji na sytuację w Kosowa, na tle czego w 1998 doszło do napięć w relacjach z Federalną Republiką Jugosławii. W kraju dochodziło do protestów inicjowanych przez demokratów byłego prezydenta, zwłaszcza po aresztowaniach byłych ministrów i zamordowaniu opozycyjnego posła Azema Hajdariego. Fatos Nano rozważał doprowadzenie do aresztowania Salego Berishy pod zarzutem zdrady. Ostatecznie sam we wrześniu podał się do dymisji, kończąc urzędowanie na początku kolejnego miesiąca. Zastąpił go wówczas Pandeli Majko.
W styczniu 1999 ustąpił z funkcji przewodniczącego partii. Powrócił na nią jednak już w październiku tegoż roku, pokonując w wyborach swojego następcą na funkcji premiera. Z jego inicjatywy na czele rządu stanął w tymże miesiącu Ilir Meta. Wykorzystując partyjne spory, Fatos Nano doprowadził do jego rezygnacji na początku 2002 – kilka miesięcy po kolejnych zwycięskich dla postkomunistów wyborach. Premierem z rekomendacji socjalistów został ponownie Pandeli Majko. Fatos Nano zawarł wkrótce taktyczne porozumienie ze swoim wieloletnim konkurentem Salim Berishą, co umożliwiło wybór generała Alfreda Moisiu na prezydenta. W lipcu 2002 komitet wykonawczy partii wysunął jego kandydaturę na premiera. Fatos Nano po raz trzeci został premierem 31 lipca tegoż roku, urzędując do 11 września 2005. Odszedł po przegranych wyborach parlamentarnych, również w 2005 zrezygnował ze stanowiska przewodniczącego socjalistów (zastąpił go Edi Rama). W lipcu 2007 bez zgody władz Socjalistycznej Partii Albanii zgłosił swoją kandydaturę na urząd prezydenta, uzyskując w parlamencie marginalne poparcie.
Wycofał się później z aktywności politycznej, dołączając do zespołu firmy prawniczej i lobbingowej Alber & Geiger.